# Lihán Paulin
Lihán Paulin (Polonka, 1724. március 15. (keresztelés) – Privigye, 1803. május 23.) piarista áldozópap és tanár.

## Életútja
1743. október 21-én lépett a rendbe Nagykárolyban; 1752. május 23-án miséspappá szenteltetett fel Nyitrán. 1746-47-ben Debrecenben tanított, 1748-ben bölcseletet hallgatott Vácon, 1749-ben Debrecenben; 1750-ben tanított Nyitrán, 1751-53-ban hittanhallgató volt ugyanott. Tanár volt 1754-59-ben Nyitrán, 1760-61-ben Nagykárolyban, ahol bölcseletet tanított és az iskola prefektusa volt; teológiai tanár volt 1762-ben Debrecenben, 1763-66-ban Nyitrán, 1767-1769-ben ugyanott a ház másodfőnöke és a kánonjog tanára. Házfőnök volt 1770-1774-ben Privigyén, 1775-78-ban Breznán, 1779-81-ben Nyitrán, 1782-től 1788-ig Trencsénben. 1789-ben a Mottesiczky fiúkat tanította Pesten, 1790-ben Nyitrán spirituális, 1791-96-ben Pesten kormánytanácsos és titkár, 1797-től Privigyén ex-provinciális és novícius-mester.

## Munkája
- Oratio de laudibus excell. ill. ac rev. dni Emerici e comitibus Eszterhazy de Galantha, episcopi Nitriensis ... dicta cum triduo in arce et ecclesia cathedrali Nittriensi ...justa funebria peragerentur. Die 31. Decembris, 1763. Hely n. (Exuviae ... Dni Emerici e com. Eszterhazy ... Strigonii, 1763. c. gyűjteményes munkában szintén megjelent; kézirata a Magyar Nemzeti Múzeumban)

### Kéziratban
- Institutiones physicae generalis a nativitate B. V. Anno 1761. Tom. III. De corporibus in universum atque attributis corporum generalibus, 4rét 116 levél, 4 festett táblázattal
- Loci theologici calamo excerpti per Andr. Dugonics Nitriae 1763. 4rét 150 lap.